# Georg Rößler
Georg Rößler (* 16. April 1887 in Gardelegen; † 1952 ebenda) war ein Politiker der (SPD und SED) sowie Landtagsmitglied in Sachsen-Anhalt.

## Leben
Georg Rößler besuchte die achtjährige Volksschule und machte anschließend eine Tischlerlehre. 1904 trat er dem Deutschen Holzarbeiterverband und 1912 der SPD bei. Ab 1918 war er Mitglied der Stadtverordnetenversammlung und des Kreistages in Gardelegen. Er war Kreisvorstandsmitglied der SPD und Kreisvorsitzender des Reichsbanners Schwarz-Rot-Gold. 1928 wurde er stellvertretender Bürgermeister der Stadt Gardelegen und Kreisdeputierter des Landkreis Gardelegens. Seit 1923 arbeitete er als Angestellter der Stadtkrankenkasse.
In der Zeit des Nationalsozialismus wurde er 1933 entlassen und mehrfach verhaftet.
Am 28. April 1945 wurde er durch die SMAD zum Bürgermeister von Gardelegen und am 26. Juni 1945 zum Landrat des Kreises Gardelegen ernannt. Letzteres Amt übte er bis 1950 aus. Mit der Zwangsvereinigung von SPD und KPD wurde er Mitglied der SED.
Bei der Landtagswahl in der Provinz Sachsen 1946 kandidierte er im Wahlbezirk I (Jerichow II, Salzwedel, Osterburg, Stendal und Gardelegen) für den Landtag Sachsen-Anhalt. Nach der Mandatsniederlage von Martin Jäger rückte er in den Landtag nach.